# خیابان پاسداران
خیابان پاسداران نام یکی از خیابان‌های طولانی شمال تهران است.  که پیش از انقلاب ۱۳۵۷، خیابان سلطنت‌آباد نام داشت. 
در ۱۲۷۸ ق، مسیو کاستگر (مهندس اتریشی مقیم ایران) با همکاری یکی دو تن از شاگردان دارالفنون به‌دستور ناصرالدین شاه مأمور شد راه سلطنت‌آباد را هموار سازد تا کالسکه به آسانی در آن رفت و آمد کند. پس از برپایی باغ و مجموعۀ عمارت‌های سلطنت‌آباد، روستاییانی که پیش از آن در زمین‌های آنجا به کشت و کار می‌پرداختند، همچنان در آنجا ماندند.
در سرشماری ۱۳۳۵، جمعیت روستای سلطنت‌آباد همراه با روستای دروس شمارش شده است که روی هم ۴۲۱‘۴ تن بوده است؛ اما در دهۀ ۱۳۴۰، با گسترش کالبدی شهر تهران، دیگر اثری از آن روستا باقی نماند و محله‌ای نوساز به نام سلطنت‌آباد در زمین‌های آن شکل گرفت که پس از پیروزی انقلاب، به پاسداران تغییر نام داد.
این خیابان که جهت شمالی-جنوبی دارد، مرز میان منطقه‌های ۳ و ۴ شهرداری تهران است و شمال آن در منطقه ۱ شهرداری تهران قرار گرفته‌است. خیابان پاسداران در جنوب بزرگراه همت، از خیابان شریعتی در تقاطعی موسوم به «سه‌راه ضرابخانه» آغاز شده، در میانه راه به «سه‌راه اختیاریه» و «چهارراه پاسداران» (تقاطع خیابان دولت) رسیده و سپس با گذر از پل تقاطع بزرگراه صدر همسطح وارد محدوده منطقه ۱ شهرداری تهران شده و پس از عبور از میدان نوبنیاد ، «چهارراه فرمانیه»، سه‌راه اقدسیه و بوستان نیاوران، در شمالی‌ترین قسمت خود به میدان نیاوران منتهی می‌شود.
این خیابان با طول نزدیک به ۹ کیلومتر از سه‌راه ضرابخانه تا خیابان گل نبی یکطرفه به سمت شمال بوده، سپس تا میدان نوبنیاد دوطرفه می‌شود. پس از آن از میدان نوبنیاد تا سه‌راه اقدسیه یکطرفه به سمت جنوب است و در آخر از سه راه اقدسیه تا میدان نیاوران دوطرفه می‌باشد.

## محله‌های منطقه پاسداران
- مبارک‌آباد
- حسین‌آباد
- ساقدوش (افشاری)
- شهید عراقی
- ضرابخانه
- چالهرز
- گلستان
- احتشامیه
- پاسداران
- هروی
- اختیاریه
- شهرک شهید چمران
- فرمانیه
- اقدسیه
- صاحبقرانیه
- حصار بوعلی
- لویزان

دروس

## خطوط حمل و نقل عمومی
از نزدیکترین ایستگاه‌های مترو نزدیک به این خیابان، می‌توان به ایستگاه مترو حسین آباد و مترو نوبنیاد اشاره کرد.
در حال حاضر از شمال به جنوب این خیابان خطوط اتوبوسرانی به شرح ذیل تردد و مسافران را جابجا می‌نمایند:
- خط ۳۸۷ میدان رسالت به میدان قدس در مسیر بزرگراه‌امام علی، بلوار ارتش، خیابان موحد دانش (اقدسیه)، خیابان پاسداران، خیابان باهنر (نیاوران)، میدان قدس
- خط ۲۲۰ میدان ازگل به پایانه تجریش در مسیر خیابان ازگل، بلوار نیروی زمینی، مینی سیتی، بلوار ارتش، خیابان موحد دانش (اقدسیه)، خیابان پاسداران، خیابان لواسانی (فرمانیه)، خیابان باهنر (نیاوران)، میدان قدس، خیابان شهرداری و میدان تجریش
- خط ۲۱۷ شهرک صدف به بلوار صبا (متروی قیطریه) در مسیر شهرک صدف و نفت، مینی سیتی، بلوار ارتش، نارنجستان هفتم، خیابان لواسانی (فرمانیه)، بلوار شهید اندرزگو، قیطریه و بلوار صبا
- خط ۲۲۵ پایانه شهید دستواره (معصومی)به میدان قدس (متروی تجریش) در مسیر نوبنیاد، خیابان پاسداران، میدان اختیاریه، خیابان شهید کلاهدوز (دولت)، خیابان شریعتی، میدان قدس
- خط ۲۱۵ سوهانک به سه راه ضرابخانه در مسیر بلوار ارتش، اراج، خیابان لنگری، میدان نوبنیاد، خیابان پاسداران، حسینه ارشاد، خیابان شریعتی، ابتدای بزرگراه همت و زین الدین
- خط ۳۰۱ پایانه متروی شهید حقانی به بلوار ارتش در مسیر بزرگراه شهید حقانی و شهید همت، خیابان پاسداران، میدان فرخی یزدی، متروی شهید زین الدین، بلوار گیلان، خیابان افشاری، میدان هروی، خیابان افتخاریان، لویزان، خیابان شعبانلو، بلوار نیروی زمینی، بلوار ارتش[۵]

## ورودی‌ها و برخوردگاه‌ها
| از شمال به جنوب       | از شمال به جنوب                       | از شمال به جنوب |
| --------------------- | ------------------------------------- | --------------- |
| میدان شهید باهنر      | خیابان شهید باهنر                     |                 |
|                       | خیابان شهید موحد دانش (اقدسیه)        |                 |
|                       | بلوار نارنجستان هفتم                  |                 |
| خیابان فرمانیه        |                                       |                 |
|                       | بلوار شهید دستواره (معصومی)           |                 |
| میدان نوبنیاد         | بزرگراه شهید بابایی                   |                 |
| ایستگاه متروی نوبنیاد |                                       |                 |
|                       | بزرگراه شهید صدر                      |                 |
|                       | خیابان شهید عابدینی ( میدان اختیاریه) |                 |
|                       | خیابان شهید کلاهدوز                   |                 |
|                       | خیابان مغان                           |                 |
|                       | بزرگراه شهید همت                      |                 |
|                       | بزرگراه شهید زین‌الدین                 |                 |